# Szusztar
Szusztar (perski: شوشتر) – miasto w Iranie, w ostanie Chuzestan. W 2006 roku miasto liczyło 94 124 mieszkańców w 21 511 rodzinach.